# Paul Leder
Paul Leder (Springfield, 25 marzo 1926 – Los Angeles, 9 aprile 1996) è stato un regista, sceneggiatore, produttore cinematografico , montatore e attore statunitense.

## Filmografia parziale
- Five Minutes to Love (1963) - sceneggiatore non accreditato, produttore, attore
- How to Succeed with Girls (1964) - produttore, attore
- The Farmer's Other Daughter (1965) - produttore
- Marigold Man (1970) - regista, produttore
- La tentazione impura (Poor Albert and Little Annie) (1972) - regista
- The Chinese Caper (1975) - regista, sceneggiatore, produttore
- Super Kong (Ape) (1976) - regista, sceneggiatore, produttore, montatore, attore
- Red Light in the White House (1977) - regista, sceneggiatore, produttore
- Sketches of a Strangler (1978) - regista, sceneggiatore, produttore, montatore
- I'm Going to Be Famous (1983) - regista, sceneggiatore, produttore, montatore
- Vultures (1984) - regista, sceneggiatore, produttore, montatore
- The Eleventh Commandment (1986) - regista, sceneggiatore, produttore, montatore
- The Education of Allison Tate (1986) - regista
- Delitto numero due (Murder by Numbers) (1989) - regista, sceneggiatore, produttore
- Twenty Dollar Star (1990) - regista, sceneggiatore, produttore
- Violenza a un minorenne (Frame Up) (1991) - regista, produttore, montatore
- Frame-Up II: The Cover-Up (1992) - regista, sceneggiatore, produttore, montatore
- Exiled in America (1992) - regista, sceneggiatore, produttore, montatore
- The Baby Doll Murders (1993) - regista, sceneggiatore, produttore, montatore
- Molly & Gina (1994) - regista, sceneggiatore, produttore, montatore
- Killing Obsession (1994) - regista, sceneggiatore, produttore
- The Wacky Adventures of Dr. Boris and Nurse Shirley (1995) - regista, produttore
- The Killers Within (1995) - regista, sceneggiatore, produttore, montatore